# Kanton Replonges
Kanton Replonges (fr. Canton de Replonges) je francouzský kanton v departementu Ain v regionu Rhône-Alpes. Skládá se z 32 obcí. Kanton vznikl v roce 2015.

## Obce kantonu
| - Arbigny - Asnières-sur-Saône - Bâgé-la-Ville - Bâgé-le-Châtel - Boissey - Boz - Chavannes-sur-Reyssouze - Chevroux - Courtes - Curciat-Dongalon - Dommartin - Feillens - Gorrevod - Lescheroux - Mantenay-Montlin - Manziat | - Ozan - Pont-de-Vaux - Replonges - Reyssouze - Saint-André-de-Bâgé - Saint-Bénigne - Saint-Étienne-sur-Reyssouze - Saint-Jean-sur-Reyssouze - Saint-Julien-sur-Reyssouze - Saint-Nizier-le-Bouchoux - Saint-Trivier-de-Courtes - Sermoyer - Servignat - Vernoux - Vescours - Vésines |